# Tenis ziemny na Igrzyskach Ameryki Południowej 2022
Tenis ziemny na Igrzyskach Ameryki Południowej 2022 – turniej tenisowy, który był rozgrywany w dniach 11–15 października 2022 roku podczas igrzysk Ameryki Południowej w Asunción. Zawodnicy zmagali się na obiektach Rakiura Resort. Sportowcy rywalizowali w pięciu konkurencjach: singlu i deblu mężczyzn oraz kobiet, a także mikście.

## Medaliści
Poczet medalistów zawodów tenisowych podczas Igrzysk Ameryki Południowej 2022.
| Konkurencja             | Złoty medal                            | Srebrny medal                         | Brązowy medal                      |
| gra pojedyncza kobiet   | María Herazo González                  | Verónica Cepede Royg                  | Yuliana Lizarazo                   |
| gra pojedyncza mężczyzn | Facundo Díaz Acosta                    | Gustavo Heide                         | Alejandro Tabilo                   |
| gra podwójna kobiet     | María Herazo González Yuliana Lizarazo | Ingrid Gamarra Martins Rebeca Pereira | Daniela Seguel Fernanda Labraña    |
| gra podwójna mężczyzn   | Gustavo Heide Orlando Luz              | Boris Arias Federico Zeballos         | Facundo Díaz Acosta Tomás Farjat   |
| gra mieszana            | Verónica Cepede Royg Daniel Vallejo    | Noelia Zeballos Federico Zeballos     | Ingrid Gamarra Martins Orlando Luz |

### Tabela medalowa
Klasyfikacja medalowa zawodów tenisowych podczas Igrzysk Ameryki Południowej 2022.
| Miejsce | Państwo   | Złoto | Srebro | Brąz | Razem |
| ------- | --------- | ----- | ------ | ---- | ----- |
| 1.      | Kolumbia  | 2     | 0      | 1    | 3     |
| 2.      | Brazylia  | 1     | 2      | 1    | 4     |
| 3.      | Paragwaj  | 1     | 1      | 0    | 2     |
| 4.      | Argentyna | 1     | 0      | 1    | 2     |
| 5.      | Boliwia   | 0     | 2      | 0    | 2     |
| 6.      | Chile     | 0     | 0      | 2    | 2     |
|         | Razem     | 5     | 5      | 5    | 15    |